# ロタール・フォン・リヒトホーフェン

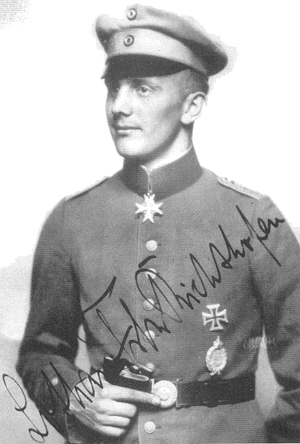
ロタール・フォン・リヒトホーフェン

ロタール・フォン・リヒトホーフェン（Lothar Siegfried Freiherr von Richthofen、1894年9月27日 - 1922年7月4日）は、第一次世界大戦で活躍したドイツ帝国陸軍航空隊のパイロット。撃墜王マンフレート・フォン・リヒトホーフェンの弟であり、彼自身も撃墜数40機のエース・パイロットである。

## 生涯
リヒトホーフェン男爵家の次男としてシュレージエンのブレスラウに生まれた。
職業軍人となり、第一次大戦勃発時には第4竜騎兵連隊に所属していた。1917年3月6日航空隊に移動し、兄マンフレートが率いる第11戦闘機中隊（独：Jagdstaffel 11, 略称：Jasta 11)に所属した。その時期は『Bloody April（血の4月)』と呼ばれるドイツ航空部隊が優勢な期間であり、5月第一週には16機、その後の1週間で3機を撃墜した。5月7日の夕方、Jasta 11はイギリス航空軍団のエリート部隊 第56飛行隊の、エースパイロット アルバート・ボールを含む11機に遭遇した。悪化する視界の中、彼はボールとの空中戦にて勝利した。彼は対空砲火により全治5か月の負傷をしたが、その功績により5月14日プール・ル・メリット勲章を授与された。怪我で前線を離れる事が多かった為スコアは少ないが、飛行時間から計算すると最も効率的にスコアを稼いだエースである。兄であるマンフレート・フォン・リヒトホーフェンはベルケの格言を守った戦い方をして戦果を挙げたのとは対照的にロタールは非常に荒々しい気質で敵とのドッグファイトを好んで行っていた。しばしマンフレートもその性格を心配していたという。
戦後は、民間の飛行機のパイロットをしていたがハンブルクからベルリンへ飛行中に墜落して死亡した。同乗者にはサイレント映画の女優フェルン・アンドラがいた。

## 関連作品
- 『リバーワールド』シリーズ　（SF小説）　フィリップ・ホセ・ファーマー（著）